# Răchitoasa
Răchitoasa is een Roemeense gemeente in het district Bacău.
Răchitoasa telt 4960 inwoners.